# 阿尔克奈
阿尔克奈（法語：Arquenay，法語發音：[aʁkənɛ]）是法国马耶讷省的一个市镇，位于该省中部偏东南，属于拉瓦勒区。

## 地理
阿尔克奈（47°59'12"N, 0°34'12"W）面积25.25 平方千米，位于法国卢瓦尔河地区大区马耶讷省，该省份为法国西北部内陆省份，北起芒什省和奧恩省，西接伊勒-维莱讷省，南至曼恩-卢瓦尔省，东临萨尔特省。
与阿尔克奈接壤的市镇（或旧市镇、城区）包括：巴祖热、梅莱迪迈讷、曼恩地区勒比尼翁、曼恩地区迈松塞勒、帕尔内叙罗克、圣但尼迪迈讷。

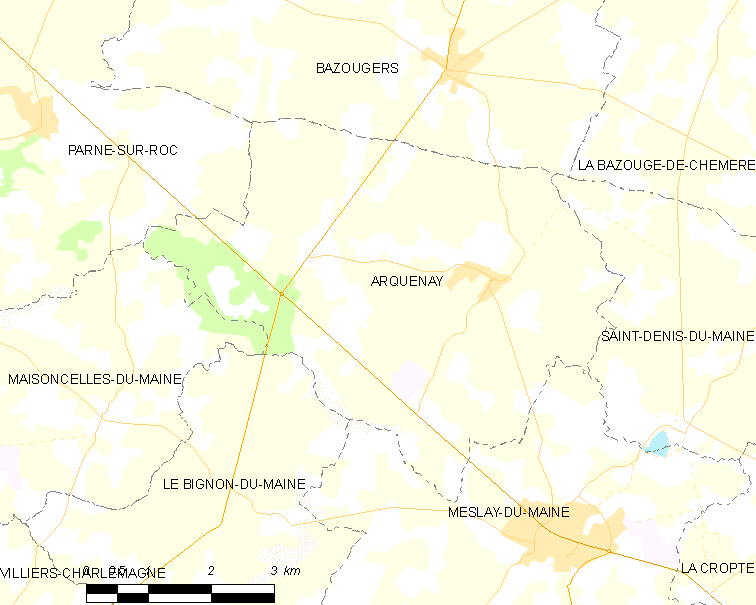
阿尔克奈的OSM定位图

阿尔克奈的时区为UTC+01:00、UTC+02:00（夏令时）。

## 行政
阿尔克奈的邮政编码为53170，INSEE市镇编码为53009。

## 政治
阿尔克奈所属的省级选区为梅莱迪迈讷县。

## 人口

1962-2008年间阿尔克奈人口变化图示

阿尔克奈于2022年1月1日时的人口数量为672人。